# 1964 en Colombie-Britannique
Chronologie de la Colombie-Britannique
- 1960
- 1961
- 1962
- 1963
- 1964
- 1965
- 1966
- 1967
- 1968

Cette page concerne des événements qui se sont produits durant l'année 1964 dans la province canadienne de Colombie-Britannique.

## Politique
- Premier ministre : W.A.C. Bennett.
- Chef de l'Opposition : Robert Strachan du Nouveau Parti démocratique de la Colombie-Britannique
- Lieutenant-gouverneur : George R. Pearkes
- Législature :

## Événements
- Le Tremblement de terre de 1964 en Alaska provoque un tsunami sur la côte de la Colombie-Britannique notamment à Tofino.
- Mise en service du premier  Pont de Port Mann , pont routier en arc métallique supportant la     TransCanada Highway dans son franchissement de la Fraser river entre Surrey  et Coquitlam[1]. Sa longueur totale est de 2092 mètres, l'arc a une portée de 366 mètres.

## Naissances
- 28 avril à Trail:  Diane Haight , skieuse alpine canadienne.

## Décès
- 12 janvier : Byron Ingemar Johnson, premier ministre de la Colombie-Britannique.